# Siro (chanteur)
Pour les articles homonymes, voir Siro (homonymie).
Siro , de son vrai nom Sylvain Decavailles Aba, est un chanteur de Côte d'Ivoire. Il a connu un grand succès en association avec Yodé et auparavant au sein du groupe Les Poussins Chocs en 1996 dans le style Zouglou, avec notamment le tube Asec Kotoko.

## Biographie

### Poussins chocs
Il a connu un grand succès dans le pays dans les années 1990 alors qu'il était membre du groupe Poussins chocs dont faisait également partie Yodé, ils obtiennent un succès avec leur tube Asec-Kotoko (dont le morceau principal parle de l'histoire tragique entre le Ghana et la Côte d'Ivoire après un match entre l'ASEC Mimosas et l'Ashanti Kotoko en Ligue des champions dans les années 1990).

### Yodé & Siro
Depuis la séparation des Poussins chocs à la suite du décès de l'un d'entre eux (Fifi Django), Yodé & Siro  forment un duo qui est devenu célèbre dans les années 2000 avec trois albums notamment Victoire qui a connu un grand succès dans les années 2000-2001 avec des chansons à textes comiques parlant de la situation économique, politique du pays ainsi que les problèmes du quotidien de chacun d'entre nous. Ensuite est venue en 2002 l'album Antilaléca toujours aussi comique avec de nombreux tubes comme 1er jour à Paris, la chanson réponse à celle chantée par Magic System Un gaou à Paris ainsi que La vie. Puis Yodé & Siro ont chanté pour la paix en Côte d'Ivoire avec de nombreux artistes zouglou (comme Bagnon, Pat Sako d'Espoir 2000, Collectif 1+1, Collectif BCG,...) pour ces albums patriotiques les artistes n'ont pas touché un seul centime. En 2007, Yodé & Siro ont sorti un nouvel album répondant aux réclamations des fans, intitulé sign'zo parlant des signes du zodiaque et de l'effet de ces derniers sur notre comportement. On peut également citer le tube Marie-Jo dénonçant l'infidélité des femmes ainsi que leur jalousie alors qu'elles sont elles-mêmes infidèles et de nombreux d'autres...
Le morceau Pourquoi tu m'en veux ? de l'album Signe zo est en justice pour déterminer le vrai auteur-compositeur, entre Dj Gaoussou et le groupe. En début d'année 2008, Dj Gaoussou déclare dans les journaux que le morceau a été plagié par le groupe et a lancé une lettre d'opposition au Burida, l'enquête est toujours en cours. À la suite des protestations du Chanteur-Dj, Siro appelle ce dernier sur son portable et lui lance des insultes et des menaces de mort, Gaoussou porte plainte au commissariat du 26e arrondissement d'Abidjan.

## Discographie
- 1996 : Asec-Kotoko (avec les poussins chocs)
- 2000 : Victoire
- 2002 : Antilaleca
- 2007 : Sign'zo
- 2020 : Héritage